# Franz Lachner
Franz Paul Lachner, nemški skladatelj in dirigent, * 2. april 1803, Rain am Lech, † 20. januar 1890, München.
Franz Lachner je bil rojen v glasbeni družini (njegova breathe Ignaz, Theodor in Vinzenz so tudi postali glasbeniki). Glasbo je študiral pri Simonu Sechterju in opatu Maximilianu Stadlerju. Na Dunaju je deloval kot dirigent Gledališča ob Koroških vratih. Leta 1834 je postal kapelni mojster v Mannheimu. Leta 1835 je na Dunaju prejel prvo nagrado za skladbo Sinfonia passionata in postal mojster kraljeve kapele v Münchnu. Kmalu je postal osrednja osebnost tamkajšnjega glasbenega življenja, dirigiral je v operi ter na različnih koncertih in festivalih. Vzpon njegove kariere se je v hipu končal, ko je leta 1864 učenec R. Wagnerja Hans von Bülow prevzel njegove dolžnosti. Lachner je uradno ostal vršilec dolžnosti s podaljšanim odstopom, dokler se ni njegova pogodba iztekla. 
Lachner je bil plodovit skladatelj, njegov opus obsega preko 200 del.